# Dada
|  | Per a dades en informàtica, vegeu Dades (informàtica). Per a altres usos, vegeu Data (desambiguació) |

|  | «Dada» redirigeix aquí. Si cerqueu l'artista botswanesa, vegeu «Coex'ae Qgam». |

Una dada és una representació simbòlica (numèrica, alfabètica, etc.) d'una entitat. La dada no té valor semàntic (sentit) en si mateix, però convenientment tractada (processada) es pot emprar en la realització de càlculs o presa de decisions. És d'ocupació molt comuna en l'àmbit informàtic.
En programació una dada és l'expressió general que descriu les característiques de les entitats sobre les quals opera un algorisme.
En estadística les dades són valors de les variables qualitatives o quantitatives, que pertanyent a un conjunt d'objectes. Exemples d'objectes són persones, mostres biològiques o les visites als serveis d'urgències (cada visita d'un malalt és una objecte).

## Humanitats
En humanitats, específicament en l'àmbit de les Ciències de la informació i de la Biblioteconomia, es considera que una dada és una expressió mínima de contingut sobre un tema. Exemples de dades són: l'altura d'una muntanya, la data de naixement d'un personatge històric, el pes específic d'una substància, el nombre d'habitants d'un país, etc. La informació representa un conjunt de dades relacionades que constitueixen una estructura de major complexitat (per exemple, un capítol d'un llibre de ciències).